# Creu a la Badalota
La Creu a la Badalota és una obra de l'Arboç (Baix Penedès) inclosa a l'Inventari del Patrimoni Arquitectònic de Catalunya.

## Descripció
Sobre una base de pedra circular, s'alça un fus poligonal rematat amb un nus de la mateixa forma sense cap decoració. Al capdamunt hi ha la creu de pedra amb un Crist esculpit en un dels seus costats.

## Història
Aquesta creu estava situada a prop del portal de Vilafranca, darrere de l'església vella. L'any 1858 se li va posar una creu de ferro, ja que la de pedra havia desaparegut. L'any 1898 es va arranjar el passeig de la Badalota i la creu va ser traslladada aquí. La creu de ferro va desaparèixer durant la Guerra Civil i es va posar una altra l'any 1940.